# Henri Charles Antoine Baron

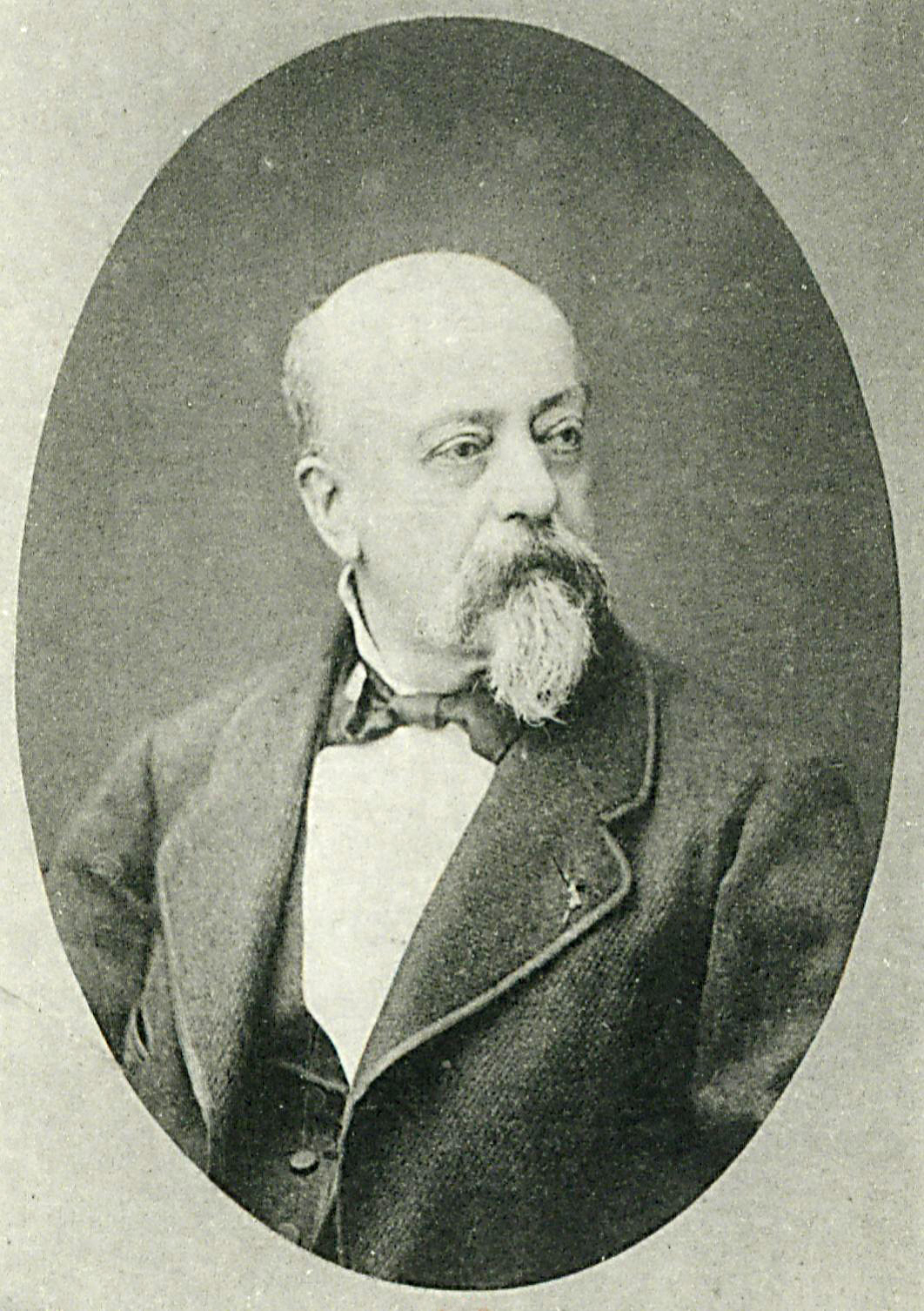
Undatiertes Foto Barons

Henri Charles Antoine Baron (* 23. Juni 1816 in Besançon; † 11. September 1885 in Genf) war ein französischer Genremaler, Lithograf, Zeichner und Illustrator.

## Leben und Werk
Henri Baron war ein Schüler von Jean-François Gigoux. Er debütierte 1840 im Salon de Paris und wurde in den nächsten Jahren mehrfach ausgezeichnet. 1846 bestellte der Herzog Henri d’Orléans das Bild „Schloss Chantilly im 16. Jahrhundert“ das für das Schloss Chantilly bestimmt war.
Er besuchte regelmäßig Italien, unternahm auch Studienreisen nach Griechenland und Nordafrika.
1852 heiratete er Octavie Bovy (1830–1881), die Tochter des Schweizer Bildhauers Antoine Bovy (1795–1877). Nach der Hochzeit zog er nach Genf um. Dank dieser familiären Bindung beteiligte sich Baron an der Restaurierung der Dekoration des Schlosses von Gruyères im Kanton Freiburg.

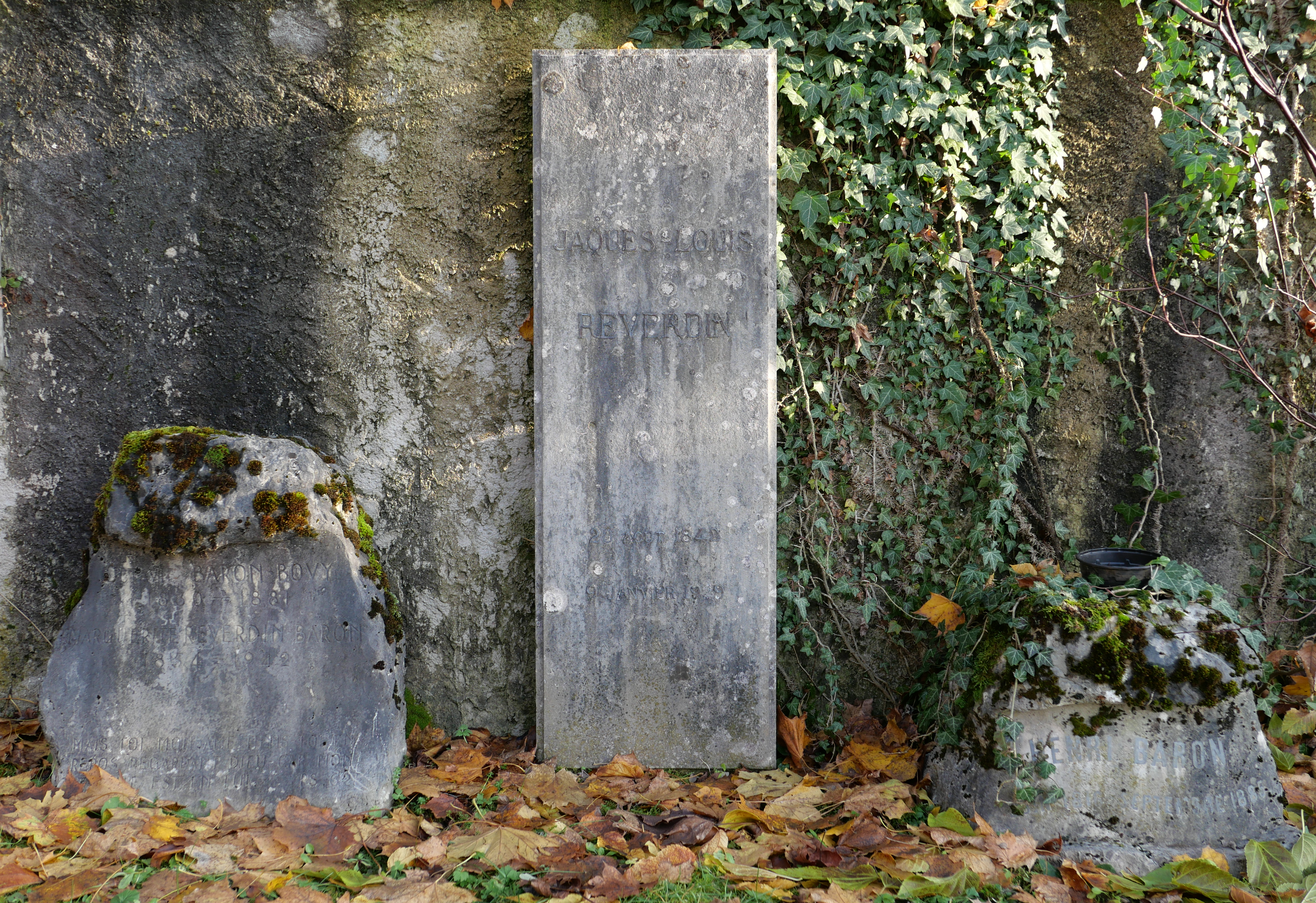
Barons Grabstein (rechts) neben dem seines Schwiegersohnes (Mitte) sowie seiner Tochter Marguerite und Frau (links).

Seine Werke wurden auch häufig im Salon de Lyon ausgestellt. Ab 1862 nahm Henri Baron an der „Gesellschaft der Freunde der Künste“ (Société des Amis des arts) von Besançon teil. Diese wurde 1857 von seinem Künstlerfreund Jacques Alfred van Muyden und August Turrettini gegründet.
Neben der Malerei beschäftigte sich Baron mit der Lithografie, oft nach Vorlagen seiner Jugendwerke. Er lieferte auch Illustrationen für Bücher und Zeitschriften.
Er arbeitete regelmäßig mit François-Louis Français (1814–1897) zusammen, mit dem er einige Gemälde mitsigniert und die Zeitschrift „Les artistes contemporains“ mitbegründet hat.
Ab 1879 nahm er an den Ausstellungen der Société des Aquarellistes français teil. Baron wurde zum Ritter der Ehrenlegion ernannt.
Henri Baron und Octavie Bovy-Baron hatten zwei Töchter: Marguerite Alice (1854–1942) und die Aquarellmalerin Jeanne (1856–1884). Marguerite heiratete 1874 den Genfer Chirurgen und Schmetterlingsforscher Jaques Louis Reverdin (1842–1929). Baron, seine Frau, Tochter Marguerite und Schwiegersohn Reverdin wurden auf dem Friedhof von Pregny im Schweizer Kanton Genf begraben, wo ihre Grabsteine noch erhalten sind. Zu den fünf Enkelkindern aus der Verbindung Reverdin-Baron gehörte der Philosoph Henri Reverdin (1880–1975).

## Literatur

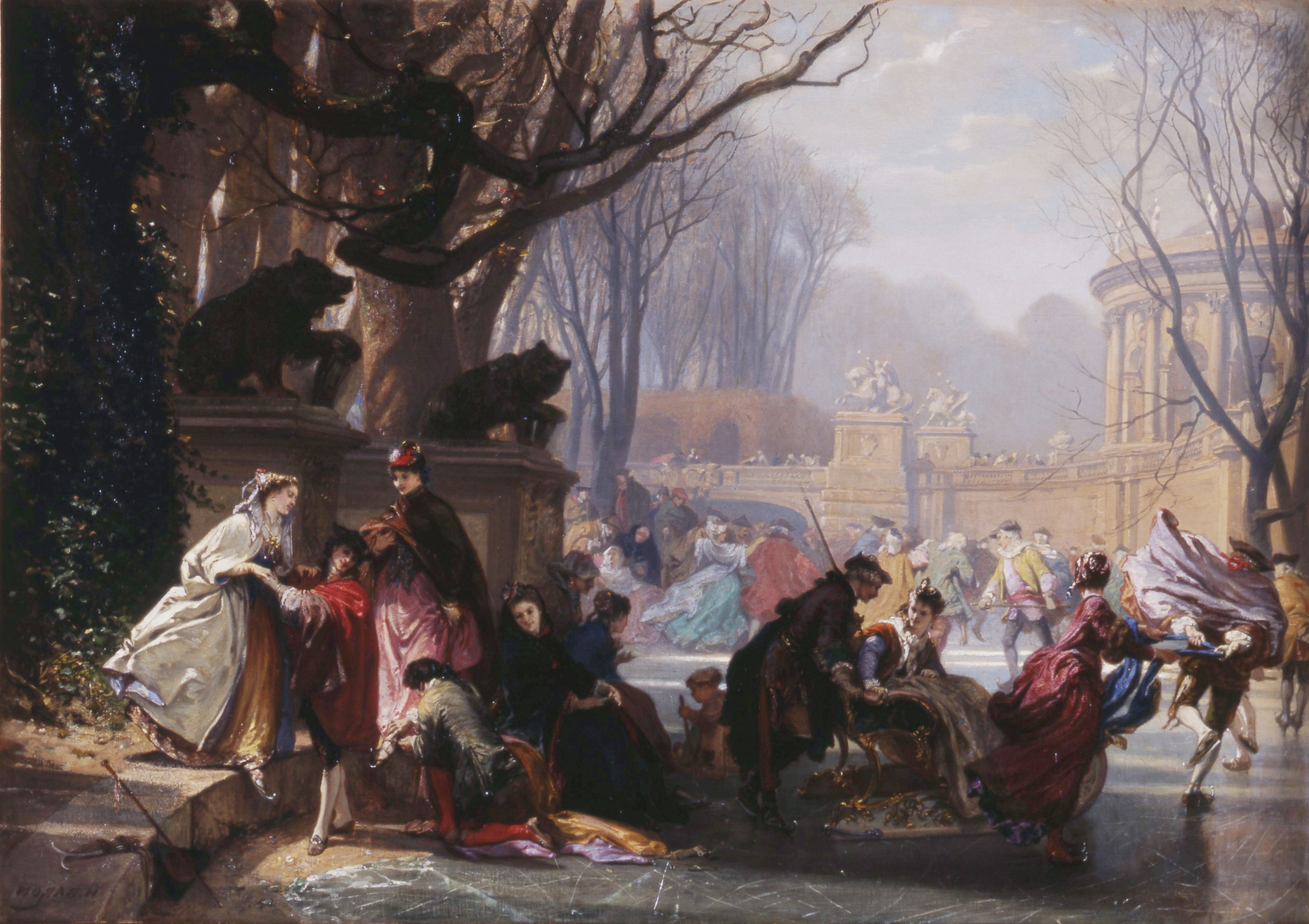
Die Schlittschuhläufer